# 波古良卡 (馬涅維奇區)
51°6′37″N 25°52′28″E / 51.11028°N 25.87444°E
波胡良卡（烏克蘭語：Погулянка），是烏克蘭西北部的村落，隸屬沃倫州的盧茨克區。該村面積10,540平方公里，海拔高度170米，2001年人口307，人口密度每平方公里0.03人。